# 선데이 마이니치
《선데이 마이니치》(일본어: サンデー毎日)는 마이니치신문에서 발간하는 일본의 주간 시사·대중 잡지이다. 1922년 4월 2일에 창간하였다.

## 같이 보기
- 주간 아사히
- 마이니치 신문